# Frank Buckles
Frank Buckles, né Frank Woodruff Buckles le 1er février 1901 et mort le 27 février 2011, est un ancien combattant américain de la Première Guerre mondiale. Il a été le dernier ancien combattant vivant ayant combattu lors de cette guerre pour les États-Unis.

## Biographie
Né à Bethany, dans le Missouri, il rejoignit les forces armées américaines en avril 1917, au moment de l'entrée en guerre de son pays. Âgé alors de seize ans, il mentit sur son âge pour pouvoir s'engager, et prétendit en avoir dix-huit. Il fut envoyé en Europe sur le RMS Carpathia. Durant la guerre, il servit en Angleterre et en France, et y conduisit des ambulances et des motos pour 1er détachement de blessés Fort Riley. Après l'Armistice de 1918, il reconduisit des prisonniers de guerre allemands en Allemagne. Il fut stationné en Allemagne jusqu'en 1920, et atteignit le grade de caporal. De retour aux États-Unis, il assista à l'inauguration du mémorial de la Liberté à Kansas City dans le Missouri, en honneur aux Américains morts pendant la Première Guerre mondiale et y rencontra le général John Pershing, commandant des forces américaines en France durant la guerre.
Dans les années 1920, il travailla pour la White Star Line au Canada. Pendant la Seconde Guerre mondiale, il travaillait comme civil pour une compagnie maritime américaine aux Philippines. Il est alors fait prisonnier par les Japonais en 1942 et passa trois ans dans le camp de prisonniers de Los Baños, souffrant de malnutrition (il pesait alors moins de 50 kg) et de béribéri. Le camp fut libéré le 23 février 1945.

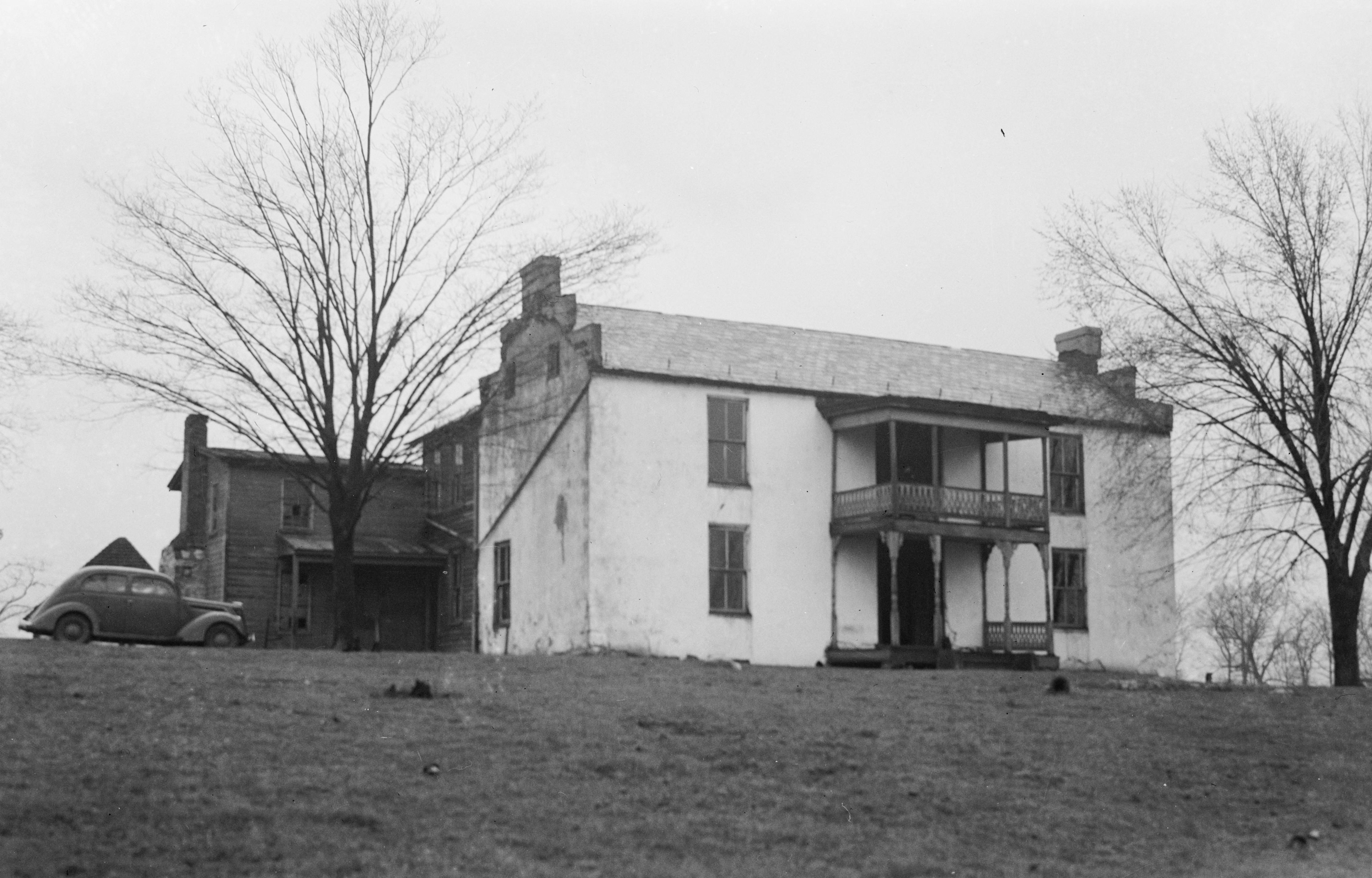
Maison de Frank Buckles près de Charles Town prise dans les années 1930.

Il se maria en 1953 et acheta une ferme en Virginie-Occidentale. Sa femme mourut en 1999. Ils ont eu une fille.
Lorsqu'on lui demanda de commenter sur l'actuelle guerre en Irak, Buckles répondit: « Je ne suis pas un expert, mais je ne suis pas pour une guerre à moins qu’il n’y ait urgence ».
Franck Buckles est mort le 27 février 2011 à 110 ans de mort naturelle à son domicile familial situé à Charles Town, en Virginie-Occidentale.

## Honneurs
- Médaille de la victoire de la Première Guerre mondiale et médaille de l'armée d'Occupation
- Chevalier de la Légion d'honneur par le président français Jacques Chirac en 2003
- Médaille d'or du mérite des Veterans of Foreign Wars en 2008, reçue au mémorial de la Liberté

Il a demandé à pouvoir être enterré au cimetière national d'Arlington en Virginie. Mais il ne répondait pas aux critères assez stricts pour pouvoir y être inhumé (ayant servi lors de la Première Guerre mondiale dans une unité non combattante et n'ayant pas reçu l'une des cinq médailles exigées, il ne pouvait prétendre qu'à avoir ses cendres dans le colombarium du cimetière). Il a obtenu autorisation fédérale en 2008 pour pouvoir y être enterré. Il est finalement enterré là-bas en mars 2011 comme il le désirait.
Pour lui rendre hommage, Barack Obama a fait que les drapeaux de la Maison Blanche et de tous les bâtiments officiels ont été mis en berne en signe de deuil le jour de l'enterrement.

### Source de la traduction
- (en) Cet article est partiellement ou en totalité issu de l’article de Wikipédia en anglais intitulé « Frank Buckles » (voir la liste des auteurs).